# Machaerium ternatum
Machaerium ternatum är en ärtväxtart som beskrevs av João Geraldo Kuhlmann och Frederico Carlos Hoehne. Machaerium ternatum ingår i släktet Machaerium och familjen ärtväxter. Inga underarter finns listade i Catalogue of Life.